# Центральный вокзал Аугсбурга
Центральный вокзал Аугсбурга является главной узловой станцией для территории Большого Аугсбурга и Баварской Швабии. Ежедневно сюда курсируют более 50 000 человек и около 1000 поездов дальнего следования, региональных и грузовых перевозок. Здесь находится старейшее действующее здание приёмной в крупном немецком городе (построенное в 1845 году). Есть одиннадцать основных путей, более 450 стрелок и более 250 сигналов.
Вокзал располагает одним из старейших вокзалов Германии, построенным в 1843—1846 годах по проекту архитектора Эдуарда Рюбера. Он был реконструирован в 1869 году по планам Фридриха Бюрклайна. Станция сегодня является центральным железнодорожным узлом для метропольного региона Аугсбург и Баварской Швабии. К началу 2020-х его модернизируют и строят подземную трамвайную станцию.

## Структура
Первый вокзал Аугсбурга был открыт в 1840 году Мюнхенско-Аугсбургская железнодорожная компания (нем . München-Augsburger Eisenbahn-Gesellschaft) возле Rotes Tor (Красных ворот). Его исторический зал в 1880 году служил военной школой верховой езды, а с 1920 года он является частью главной мастерской транспортного отдела Stadtwerke Augsburg (городского коммунального предприятия Аугсбурга). После национализации линии в 1846 г. была построена нынешняя станция. Главная железнодорожная станция Аугсбурга — сквозная станция с четырьмя островными платформами (недоступны для людей с ограниченными возможностями), девятью сквозными путями и шестью платформенными путями (только три из которых используются). Платформа 1 расположена возле здания вокзала — береговая.

## Здание вокзала
Здание вокзала имеет три части. В центральном блоке есть станционный вестибюль с электронными табло, билетными автоматами, информационным киоском и местами ожидания. В одном крыле находится клиентский центр Deutsche Bahn, включая кассу. В другом крыле находится столовая и торговая зона и вокзальная библиотека.
Последний капитальный ремонт и модернизация постройки была в 1983/84 годах. За последние годы фуд-корт был модернизирован (завершен в 2007 году), а в главном зале установлено новое цифровое табло. Недавно отремонтировано южное крыло, включая зону ожидания для путешественников. Из-за строительства новой трамвайной станции по железной дороге главное крыло здания вокзала закрыто с 2017 года.
Станционная среда
Станция с севера впереди: пригородная железнодорожная станция Аугсбург-Оберхаузен
Непосредственно перед зданием располагалась большая привокзальная площадка с фонтаном, автостоянкой, включая стоянку такси и автостанцию для местных автобусов. С 2014 года площадь используется строительной бригадой трамвайных тоннелей. Фонтан сохраняется до перепланировки площади. С двух сторон площадь окружают торговые центры: с одной стороны — квартал Гелио, с другой — Бохус-Центр и InterCityHotel.
Западнее пассажирского вокзала расположена грузовая станция и бывшая сортировочная станция, которая сейчас почти не используется. На юге была бывшая «внутренняя грузовая зона». Также в южной части вокзала находится оригинальный центральный центр сигнализации, торжественно открытый в мае 1972 года.

## Операции
Междугородние услуги
Станция Аугсбург является конечной одной из загруженных междугородных линий в Германии, высокоскоростной линии Мюнхен-Аугсбург. Работы по модернизации линии как четырёхпутной высокоскоростной линии были завершены в декабре 2011 года. Кроме услуг InterCity , EuroCity и CityNightLine, поезда Intercity-Express (ICE) курсируют из Мюнхена в Штутгарт и Нюрнберг.
С открытием высокоскоростной линии Нюрнберг-Ингольштадт-Мюнхен в июне 2006 года и её полной интеграцией в немецкую сеть ICE после изменения расписания в декабре 2006 года некоторые услуги ICE — 30 из 120 междугородных услуг, которые тогда останавливались в Аугсбурге были переведены из Аугсбурга в Ингольштадт.
В 2006 году в Аугсбурге на междугородных рейсах регистрировалось около 10 000 пассажиров в день. Ежедневно останавливается 90 станций междугороднего сообщения, это третья по важности станция в Баварии среди междугородных перевозок.
| Линия       | Маршрут | Маршрут | Маршрут | Интервал              |
| ----------- | --- | --- | --- | --------------------- |
| ICE 11      | Гамбург-Альтона — Берлин — Лейпциг — Эрфурт — Фульда — Франкфурт-на-Майне — Мангейм — Штутгарт — Ульм — Аугсбург — Мюнхен                                                    | Гамбург-Альтона — Берлин — Лейпциг — Эрфурт — Фульда — Франкфурт-на-Майне — Мангейм — Штутгарт — Ульм — Аугсбург — Мюнхен                                                    | Гамбург-Альтона — Берлин — Лейпциг — Эрфурт — Фульда — Франкфурт-на-Майне — Мангейм — Штутгарт — Ульм — Аугсбург — Мюнхен                                                    | Каждые два часа       |
| ICE 11      | Висбаден — Майнц — Мангейм — Штутгарт — Аугсбург — Мюнхен | Висбаден — Майнц — Мангейм — Штутгарт — Аугсбург — Мюнхен | Висбаден — Майнц — Мангейм — Штутгарт — Аугсбург — Мюнхен | Несколько рейсов      |
| ICE 18      | Гамбург-Альтона — Берлин — Галле — Бамберг — Эрфурт — Нюрнберг — Аугсбург — Мюнхен                                                                                           | Гамбург-Альтона — Берлин — Галле — Бамберг — Эрфурт — Нюрнберг — Аугсбург — Мюнхен                                                                                           | Гамбург-Альтона — Берлин — Галле — Бамберг — Эрфурт — Нюрнберг — Аугсбург — Мюнхен                                                                                           | Несколько рейсов      |
| ICE 24      | Гамбург-Альтона — Ганновер — Фульда — Вюрцбург - | - Аугсбург — Мюнхен - | Мюнхен — Куфштайн — Вергль — Кицбюэль — Шварцах-Санкт-Файт | 120 хв                |
| ICE 24      | Гамбург-Альтона — Ганновер — Фульда — Вюрцбург - | - Аугсбург — Мюнхен - | Гармиш-Партенкирхен — Миттенвальд — Инсбрук | 120 хв                |
| ICE 24      | Берлин — Галле (город, Германия) — Эрфурт — Нюрнберг | - Аугсбург — Мюнхен - | Куфштайн — Вергль — Инсбурк — Эцталь — Имст-Пицталь — Ландек-Цамс | 120 хв                |
| ICE 25      | Гамбург-Альтона — Ганновер — Фульда — Вюрцбург — Аугсбург — Мюнхен | Гамбург-Альтона — Ганновер — Фульда — Вюрцбург — Аугсбург — Мюнхен | Гамбург-Альтона — Ганновер — Фульда — Вюрцбург — Аугсбург — Мюнхен | 120 хв                |
| ICE 25      | Гамбург-Альтона — Гамбург — - | — Ганновер — Геттинген — Кассель-Вильгельмсгое — Фульда — Вюрцбург — Аугсбург — Мюнхен                                                                                       | — Ганновер — Геттинген — Кассель-Вильгельмсгое — Фульда — Вюрцбург — Аугсбург — Мюнхен                                                                                       | Несколько рейсов      |
| ICE 25      | (Ольденбург -) Бремен — - | — Ганновер — Геттинген — Кассель-Вильгельмсгое — Фульда — Вюрцбург — Аугсбург — Мюнхен                                                                                       | — Ганновер — Геттинген — Кассель-Вильгельмсгое — Фульда — Вюрцбург — Аугсбург — Мюнхен                                                                                       | Несколько рейсов      |
| ICE 28      | (Нюрнберг — Тройхтлинген — Донауверт -) Аугсбург — Мюнхен-Пассиннг — Мюнхен                                                                                                  | (Нюрнберг — Тройхтлинген — Донауверт -) Аугсбург — Мюнхен-Пассиннг — Мюнхен                                                                                                  | (Нюрнберг — Тройхтлинген — Донауверт -) Аугсбург — Мюнхен-Пассиннг — Мюнхен                                                                                                  | Несколько рейсов      |
| ICE 29      | Берлин-Гезундбруннен — Галле (Заале) — Эрфурт — Кобург — Нюрнберг — Донауверт — Аугсбург — Мюнхен                                                                            | Берлин-Гезундбруннен — Галле (Заале) — Эрфурт — Кобург — Нюрнберг — Донауверт — Аугсбург — Мюнхен                                                                            | Берлин-Гезундбруннен — Галле (Заале) — Эрфурт — Кобург — Нюрнберг — Донауверт — Аугсбург — Мюнхен                                                                            | Индивидуальные услуги |
| ICE 42      | (Гамбург-Альтона — Гамбург — Бремен — Мюнстер -) Дортмунд — Эссен — Дуйсбург — Дюссельдорф — Кельн- — Франкфуртский аэропорт — Мангейм — Штутгарт — Ульм — Аугсбург — Мюнхен | (Гамбург-Альтона — Гамбург — Бремен — Мюнстер -) Дортмунд — Эссен — Дуйсбург — Дюссельдорф — Кельн- — Франкфуртский аэропорт — Мангейм — Штутгарт — Ульм — Аугсбург — Мюнхен | (Гамбург-Альтона — Гамбург — Бремен — Мюнстер -) Дортмунд — Эссен — Дуйсбург — Дюссельдорф — Кельн- — Франкфуртский аэропорт — Мангейм — Штутгарт — Ульм — Аугсбург — Мюнхен | Каждые два часа       |
| ICE 60      | Карлсруэ — Штутгарт — Ульм — Аугсбург — Мюнхен | Карлсруэ — Штутгарт — Ульм — Аугсбург — Мюнхен | Карлсруэ — Штутгарт — Ульм — Аугсбург — Мюнхен | Каждые два часа       |
| ICE 83 TGV  | Мюнхен — Аугсбург — Ульм — Штутгарт — Карлсруэ — Страсбург-Виль — Париж | Мюнхен — Аугсбург — Ульм — Штутгарт — Карлсруэ — Страсбург-Виль — Париж | Мюнхен — Аугсбург — Ульм — Штутгарт — Карлсруэ — Страсбург-Виль — Париж | Несколько поездов     |
| ICE 90 RJX  | Будапешт — Вена — Зальцбург — Мюнхен — Аугсбург — Ульм — Штутгарт — Мангейм — Франкфурт-Аэропорт — Франкфурт (Висбаден)                                                      | Будапешт — Вена — Зальцбург — Мюнхен — Аугсбург — Ульм — Штутгарт — Мангейм — Франкфурт-Аэропорт — Франкфурт (Висбаден)                                                      | Будапешт — Вена — Зальцбург — Мюнхен — Аугсбург — Ульм — Штутгарт — Мангейм — Франкфурт-Аэропорт — Франкфурт (Висбаден)                                                      | Несколько поездов     |
| IC 26       | Гамбург-Альтона — Гамбург — Ганновер — Геттинген — Кассель-Вильгельмсхое — Фульда — Вюрцбург — Аугсбург -                                                                    | Гамбург-Альтона — Гамбург — Ганновер — Геттинген — Кассель-Вильгельмсхое — Фульда — Вюрцбург — Аугсбург -                                                                    | Мюнхен | Несколько поездов     |
| IC 26       | Гамбург-Альтона — Гамбург — Ганновер — Геттинген — Кассель-Вильгельмсхое — Фульда — Вюрцбург — Аугсбург -                                                                    | Гамбург-Альтона — Гамбург — Ганновер — Геттинген — Кассель-Вильгельмсхое — Фульда — Вюрцбург — Аугсбург -                                                                    | Мюнхен- Берхтесгаден | Несколько поездов     |
| IC 26       | Гамбург-Альтона — Гамбург — Ганновер — Геттинген — Кассель-Вильгельмсхое — Фульда — Вюрцбург — Аугсбург -                                                                    | Гамбург-Альтона — Гамбург — Ганновер — Геттинген — Кассель-Вильгельмсхое — Фульда — Вюрцбург — Аугсбург -                                                                    | Оберстдорф | Несколько поездов     |
| IC 28       | Нюрнберг — Тройхтлинген — Донауверт — Аугсбург — Мюнхен | Нюрнберг — Тройхтлинген — Донауверт — Аугсбург — Мюнхен | Нюрнберг — Тройхтлинген — Донауверт — Аугсбург — Мюнхен | Несколько поездовв    |
| EC 32       | Дортмунд/Мюнстер — Эссен — Дуйсбург — Дюссельдорф — Кельн — Бонн — Кобленц — Майнц — Мангейм — Гейдельберг — Штутгарт — Ульм — Аугсбург — Мюнхен — Зальцбург — Клагенфурт    | Дортмунд/Мюнстер — Эссен — Дуйсбург — Дюссельдорф — Кельн — Бонн — Кобленц — Майнц — Мангейм — Гейдельберг — Штутгарт — Ульм — Аугсбург — Мюнхен — Зальцбург — Клагенфурт    | Дортмунд/Мюнстер — Эссен — Дуйсбург — Дюссельдорф — Кельн — Бонн — Кобленц — Майнц — Мангейм — Гейдельберг — Штутгарт — Ульм — Аугсбург — Мюнхен — Зальцбург — Клагенфурт    | Несколько поездов     |
| IC 62 EC 62 | Франкфурт — Гейдельберг - | Штутгарт — Ульм — Аугсбург — Мюнхен — Зальцбург (- Клагенфурт/Грац) | Штутгарт — Ульм — Аугсбург — Мюнхен — Зальцбург (- Клагенфурт/Грац) | 4 пары поездов        |
| IC 62 EC 62 | Саарбрюккен — Мангейм - | Штутгарт — Ульм — Аугсбург — Мюнхен — Зальцбург (- Клагенфурт/Грац) | Штутгарт — Ульм — Аугсбург — Мюнхен — Зальцбург (- Клагенфурт/Грац) | 4 пары поездов        |